# 美渦せいか
美渦せいか（日语：／，9月5日—），現寶塚歌劇團月組娘役，暱稱、，大阪府八尾市人，曾就讀於大阪府立夕陽丘高校，身高164公分。

## 簡介
- 2022年，進入寶塚歌劇團，108期生[2][3]。同期生有雅耀(現月組男役)、星沢ありさ(現雪組娘役)、花恋こまち(現宙組娘役)[2][3]。初次登台表演是星組公演『めぐり会いは再び next generation-真夜中の依頼人（ミッドナイト・ガールフレンド）-(再次相逢next generation－深夜中的委託人～，改編皮耶·德·馬里沃原作劇本「愛情與偶然狂想曲」)』[2][3][4][5][6]，之後被分到月組[3][7]。
- 2024年，被選為『ゴールデン・リバティ(黃金自由)』新人公演女主角[8][9]。

## 寶塚歌劇團時期

### 初舞台
- 2022年4月 寶塚大劇場星組公演『めぐり会いは再び next generation-真夜中の依頼人（ミッドナイト・ガールフレンド）-(再次相逢next generation－深夜中的委託人～，改編皮耶·德·馬里沃原作劇本「愛情與偶然狂想曲」)』[10]

### 月組時期
- 2022年7-10月『グレート・ギャツビー(大亨小傳，改編自費茲傑羅原作小說)』[11]
- 2023年2-4月『応天の門(應天之門，改編自灰原藥原作漫畫)』新人公演 飾演:菜花(正式公演:菜々野あり)『Deep Sea-海神たちのカルナバル-(Deep Sea ─海神們的嘉年華會─)』[12][13]
- 2023年8-9月 寶塚大劇場『フリューゲル-君がくれた翼-(Flügel─你給予我的翅膀─)』新人公演 飾演:クララ・シュローダー(克萊拉・施洛德)(正式公演:花妃舞音)『万華鏡百景色（ばんかきょうひゃくげしき）(萬花筒百景色)』[14][15]
- 2023年10-11月 東京寶塚劇場 『フリューゲル-君がくれた翼-(Flügel─你給予我的翅膀─)』(正式公演:花妃舞音)『万華鏡百景色（ばんかきょうひゃくげしき）(萬花筒百景色)』[14][16]※東京寶塚劇場新人公演取消
- 2024年1月 梅田藝術劇場 『G.O.A.T』[17][18]※月城かなと個人演唱會
- 2024年3-5月 寶塚大劇場『Eternal Voice 消え残る想い(Eternal Voice～残存的思念)』『Grande TAKARAZUKA 110!』[19][20]※寶塚大劇場新人公演取消
- 2024年6-7月 東京寶塚劇場 『Eternal Voice 消え残る想い(Eternal Voice～残存的思念)』新人公演 飾演:アンナ・クリフトン(安娜·克利夫頓)(正式公演:麗泉里)『Grande TAKARAZUKA 110!』[19][21]
- 2024年8-9月『琥珀色の雨にぬれて(情浸琥珀色的雨中)』飾演:ジャンヌ(珍妮)『Grande TAKARAZUKA 110!』[22][23]※全國巡迴公演
- 2024年11月-2025年3月『ゴールデン・リバティ(黃金自由)』新人公演 飾演:アナレア(安娜莉亞)(正式公演:天紫珠李)『PHOENIX RISING（フェニックス・ライジング）(鳳凰涅槃)』[8][9][24][25]＊第一次擔任新人公演女主角
- 2025年4-5月 『花の業平(花之業平)』飾演:つくし『PHOENIX RISING(鳳凰涅槃)』[26][27]※全國巡迴公演
- 2025年7-11月 『GUYS AND DOLLS(紅男綠女)』飾演:夜の女(夜場女子) 新人公演 飾演:ファーガソン(弗格森)(正式公演:天愛るりあ)[28]

## 外部連結
- 寶塚官網美渦せいか簡介（页面存档备份，存于）